# Disperis villosa
Disperis villosa är en orkidéart som först beskrevs av Carl von Linné d.y., och fick sitt nu gällande namn av Olof Swartz. Disperis villosa ingår i släktet Disperis och familjen orkidéer. Inga underarter finns listade i Catalogue of Life.